# Pokus o státní převrat v Burkině Faso 2023
Pokus o státní převrat v Burkině Faso 2023 byl neúspěšný pokus o převrat z 26. září 2023, provedený disidenty z ozbrojených jednotek armády Burkiny Faso, během kterého se pokusili svrhnout vládnoucí vojenskou juntu (PMSR) v čele s Ibrahimem Traorém, který se moci chopil během převratu v září roku 2022.

## Pozadí
Při předchozím státním převratu v lednu 2022 svrhl Paul-Henri Sandaogo Damiba vládu demokraticky zvoleného prezidenta Rocha Marca Christiana Kaborého kvůli neschopnosti vlády Burkiny Faso potlačit džihádistické povstání, které v zemi začalo v roce 2019 a na konci roku 2021 zaznamenalo značné územní zisky povstalců. Damibovu vládu zpočátku obyvatelstvo Burkiny Faso přijalo pozitivně, avšak ani jemu se nepodařilo situaci s povstáním stabilizovat, a byl proto sám svržen nespokojenými vojenskými činiteli pod vedením Ibrahima Traorého. Traoré následně uvedl, že v prosinci 2022 byl úspěšně překazen pokus o převrat, za nímž stál podplukovník Emmanuel Zoungrana.
Uprostřed fám o nespokojenosti v řadách burkinafaské armády provedl Traoré změny ve vládě. Z čela Národní zpravodajské služby Burkiny Faso byl odvolán Sekou Ouedraogo a na jeho místo byl jmenován Seydou Ouattara. Šéfem státní bezpečnosti a policie byl jmenován Abdoulaye Gandema. V dubnu 2023 byl do čela ozbrojených sil Burkiny Faso jmenován plukovník Célestin Simporé.
25. září 2023 zveřejnil francouzský magazín Jeune Afrique článek o rostoucím napětí mezi nespokojenými vojenskými důstojníky v Ouagadougou. Vojáci a důstojníci vyjadřovali rozhořčení nad smrtí Zangy Moumouniho Traorého, velitele Dobrovolníků na obranu vlasti (VDP), který padl v boji proti džihádistům poblíž Bobo-Dioulassa, jelikož neměl k dispozici dostatečné vybavení. Napětí eskalovalo v době, kdy byla v armádní základně ve městě a poblíž Traorého rezidence slyšet přerušovaná střelba. V reakci na uvedené články suspendovala vládnoucí junta magazín Jeune Afrique z činnosti na území Burkiny Faso s odůvodněním, že publikované texty byly „nepravdivé“.

## Pokus o převrat
V noci 26. září začaly účty na sociálních sítích podporující Traorého zveřejňovat výzvy, aby příznivci junty, hovorově známí jako „Strážci přechodného období“, vyšli do ulic a demonstrovali za podporu Traorého poté, co se objevily zprávy o možném pokusu o převrat. Projuntovní protesty proběhly rovněž ve městech Bobo-Dioulasso a Gaoua. Následujícího rána pak vypukly menší protesty v centru Ouagadougou namířené proti Traorého vládě, které byly rychle potlačeny.
Té noci oznámila vládnoucí junta, že pokus o převrat, který měl být proveden vysoce postavenými bezpečnostními představiteli, byl zmařen díky informacím získaným burkinafaskou zpravodajskou službou. Junta uvedla, že v souvislosti s pokusem o převrat byli zadrženi čtyři důstojníci a po dalších dvou bylo vyhlášeno pátrání.

### Pachatelé
Podle pozdějšího prohlášení burkinafaské junty byli pachateli převratu:
- Abdoul Aziz Aouoba, velitel burkinafaských speciálních sil
- Boubacar Keita, podplukovník a ředitel Vyššího institutu pro studium civilní ochrany
- Cheikh Hamza Ouattara, podplukovník a velitel speciálních jednotek Dobrovolníků na obranu vlasti (VDP)
- Christophe Maiga, zástupce velitele jednotek VDP.

Dva další důstojníci, mezi nimi Sekou Ouedraogo, bývalý ředitel Národní zpravodajské služby Burkiny Faso, který byl odvolán 13. září, byli podle prohlášení na útěku.

## Následky
4. října Traoré v reakci na převrat odvolal podplukovníka Évrarda Somdu z funkce velitele národního četnictva a na jeho místo jmenoval podplukovníka Kouagriho Natamaha poté, co vyšlo najevo, že dva velitelé speciálních jednotek četnictva byli zatčeni pro podezření z účasti na pokusu o převrat.
O několik měsíců později, v lednu 2024, vláda oznámila, že zmařila další plánovaný převrat, který se měl uskutečnit 14. ledna. V oficiálním prohlášení označeném jako „další z řady pokusů o destabilizaci“ provedly jednotky junty několik zatčení mezi příslušníky armády i civilisty.